# 遠宗站
遠宗站（：／ Wonjong yeok */?）是西海線沿線的一座地下車站，位於韓國京畿道富川市遠宗洞。

## 車站結構
站體為2面4線雙島式月台的地下車站，候車月台設有月台幕門。副線為待避貨物列車而設置。

### 月台配置
| ↑ 金浦機場       |
| 上 \| 下 \|      |
| 富川綜合運動場 ↓ |

| 月台 | 路線              | 方向                     |
| ---- | ----------------- | ------------------------ |
| 上行 | ●首都圈電鐵西海線 | 金浦機場、大谷方向       |
| 下行 | ●首都圈電鐵西海線 | 始興市廳、草芝、元時方向 |

## 歷史
- 2023年7月1日：落成啟用[1][2][3][4]。

## 車站周邊
- 韓國馬事會富川分會
- KB國民銀行遠宗洞分行
- 富川畜產農業合作社遠宗分社
- 乐天利遠宗十字路口店

## 圖片

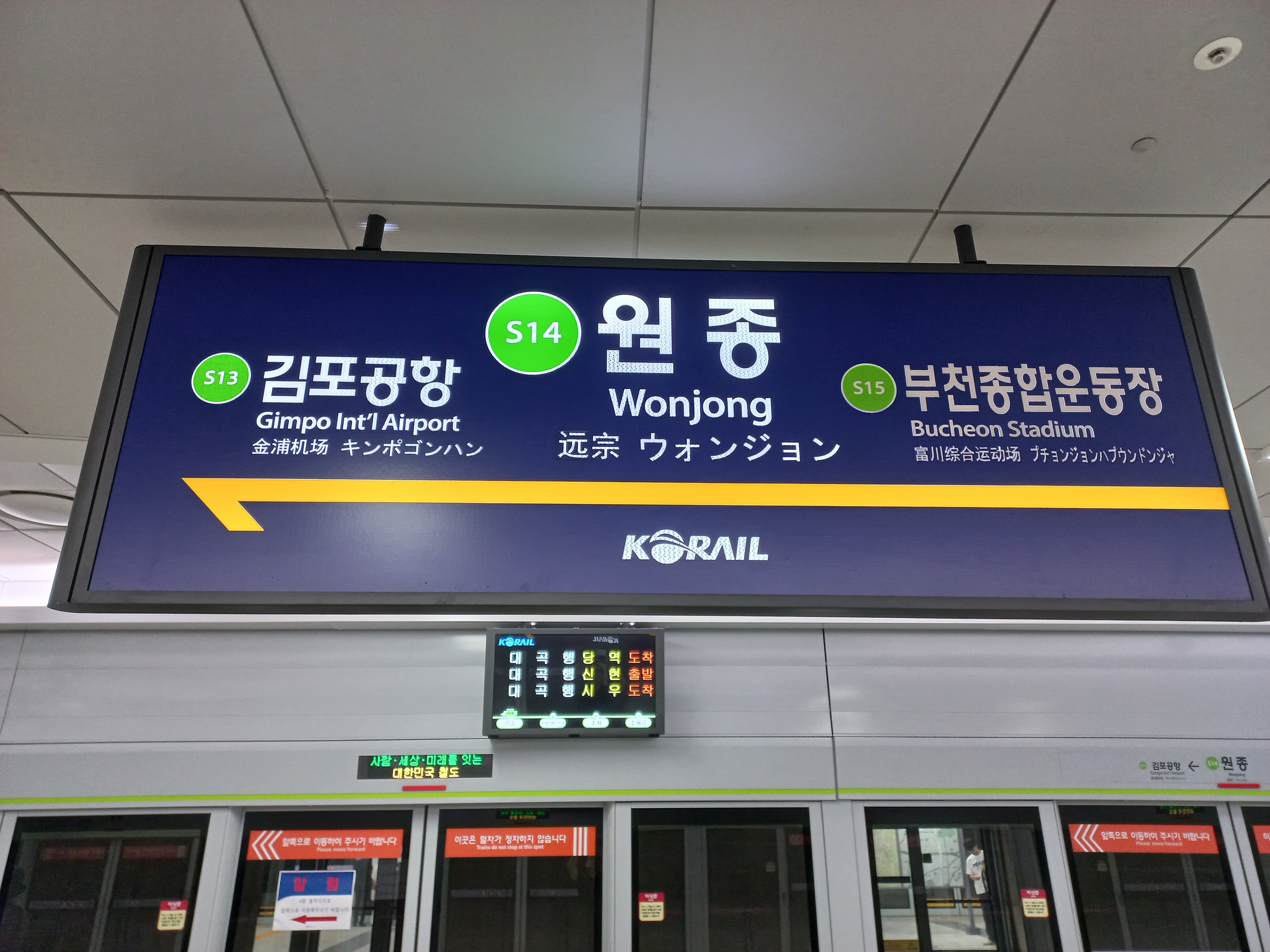
站名牌
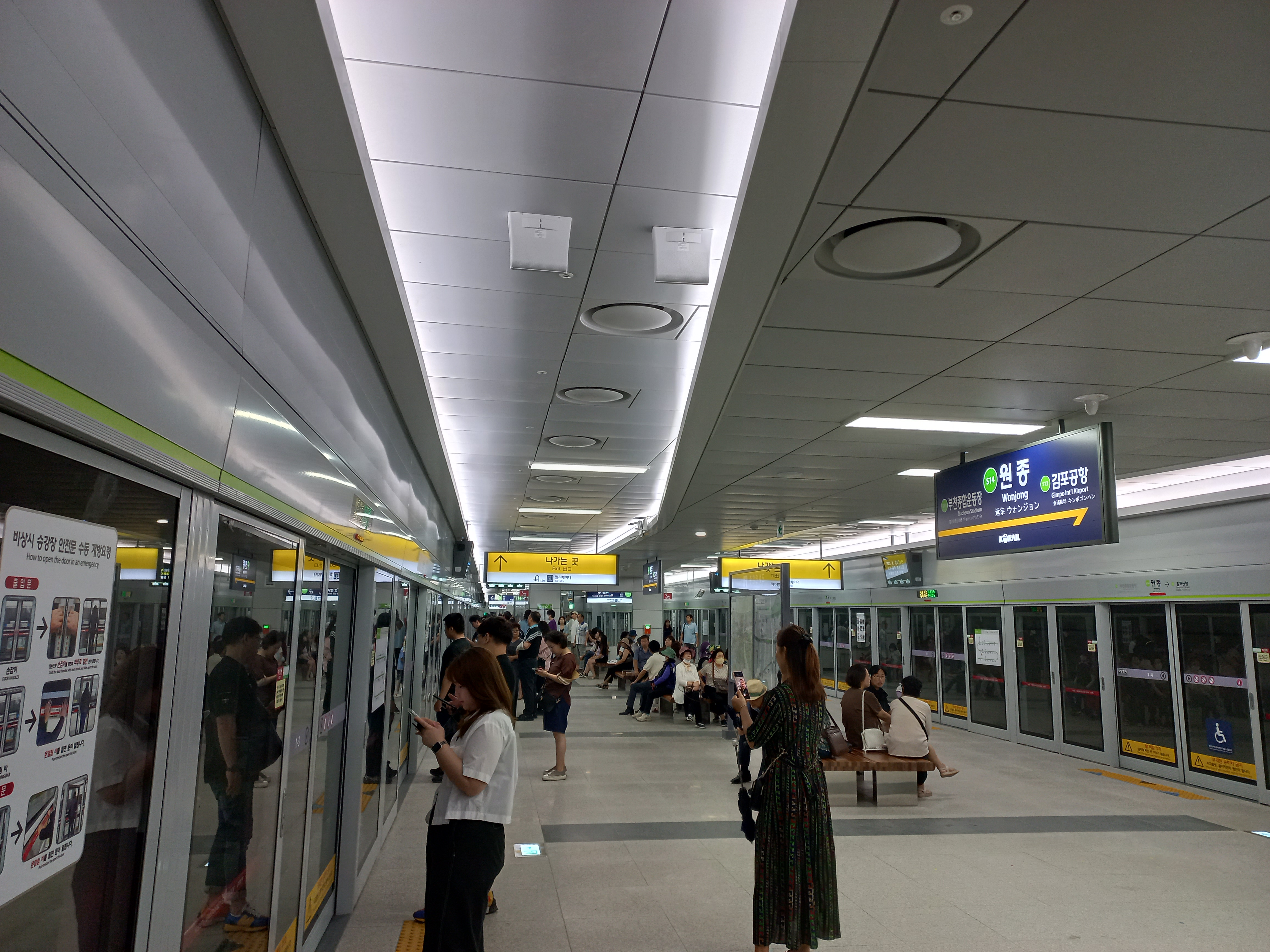
候車月台

## 相鄰車站
韓國鐵道公社
●首都圈電鐵西海線
金浦機場（S13）－遠宗（S14）－富川綜合運動場（S15）